# Élections législatives de 1885 en Indre-et-Loire
Les élections législatives de 1885 ont eu lieu les 4 et 18 octobre.

## Élus
|   | Député élu      |  | Groupe parlementaire |
| - | --------------- |  | -------------------- |
| 1 | Daniel Wilson   |  | Union républicaine   |
| 2 | Dieudonné Belle |  | Union républicaine   |
| 3 | Armand Rivière  |  | Gauche radicale      |
| 4 | Albert Pesson   |  | Union républicaine   |
| 5 | Léon Joubert    |  | Gauche républicaine  |

### Moyenne par liste
| Listes   | Listes                      | Premier tour | Premier tour | Deuxième tour | Deuxième tour | Sièges |
| Listes   | Listes                      | Voix         | %            | Voix          | %             | Sièges |
| -------- | --------------------------- | ------------ | ------------ | ------------- | ------------- | ------ |
|          | Liste républicaine modérée  | 39 172       | 51,04        | 40 027        | 60,25         | 5      |
|          | Liste conservatrice         | 27 670       | 36,05        | 26 114        | 39,31         | 0      |
|          | Liste républicaine radicale | 7 299        | 9,5          |               |               |        |
|          |                             |              |              |               |               |        |
| Inscrits | Inscrits                    | 99 064       | 100,00       | 99 167        | 100,00        | 5      |
| Votants  | Votants                     | 77 340       | 78,16        | 66 947        | 67,51         |        |
| Exprimés | Exprimés                    | 76 750       | 77,47        | 66 430        | 66,99         |        |

### Par candidats
| Candidat       | Candidat        | Tendance            | Premier tour | Premier tour | Deuxième tour | Deuxième tour |
| Candidat       | Candidat        | Tendance            | Voix         | %            | Voix          | %             |
| -------------- | --------------- | ------------------- | ------------ | ------------ | ------------- | ------------- |
|                | Albert Pesson   | Républicain modéré  | 40 430       | 52,68        |               |               |
|                | Armand Rivière  | Républicain radical | 40 086       | 52,23        |               |               |
|                | Daniel Wilson   | Républicain modéré  | 39 962       | 52,03        |               |               |
|                | Dieudonné Belle | Républicain modéré  | 38 646       | 50,35        |               |               |
|                | Léon Joubert    | Républicain modéré  | 36 734       | 47,86        | 40 027        | 60,25         |
|                |                 |                     |              |              |               |               |
|                | Faré            | Conservateur        | 28 418       | 37,03        | 26 114        | 39,31         |
|                | Barry           | Conservateur        | 28 325       | 36,90        |               |               |
|                | De Bourgoing    | Conservateur        | 27 845       | 36,28        |               |               |
|                | Bodin           | Conservateur        | 27 615       | 35,98        |               |               |
|                | Desjeux-Védie   | Conservateur        | 26 145       | 34,06        |               |               |
|                |                 |                     |              |              |               |               |
|                | Alfred Fournier | Républicain radical | 10 253       | 13,36        |               |               |
|                | Letertre        | Républicain radical | 6 920        | 9,02         |               |               |
|                | Marcel Ernous   | Républicain radical | 6 708        | 8,74         |               |               |
|                | Léon Renault    | Républicain radical | 6 322        | 8,24         |               |               |
|                | Serrault        | Républicain radical | 6 291        | 8,20         |               |               |
|                |                 |                     |              |              |               |               |
|                | Patry           | Républicain modéré  | 2 160        | 2,81         |               |               |
|                | Alfred Tiphaine | Républicain modéré  | 1 780        | 2,32         |               |               |
|                | Divers          | Divers              | 2 301        | 3,00         |               |               |
|                |                 |                     |              |              |               |               |
| Inscrits       | Inscrits        | Inscrits            | 99 064       | 100,00       | 99 167        | 100,00        |
| Votants        | Votants         | Votants             | 77 340       | 78,48        | 66 947        | 67,51         |
| Abstention     | Abstention      | Abstention          | 21 724       | 21,93        | 32 220        | 32,49         |
| Blancs et nuls | Blancs et nuls  | Blancs et nuls      | 590          | 0,76         | 517           | 0,77          |
| Exprimés       | Exprimés        | Exprimés            | 76 750       | 99,24        | 66 430        | 99,23         |